# Dolichoderus affectus
Dolichoderus affectus är en myrart som beskrevs av Théobald 1937. Dolichoderus affectus ingår i släktet Dolichoderus och familjen myror. Inga underarter finns listade i Catalogue of Life.